# Three Little Girls in Blue

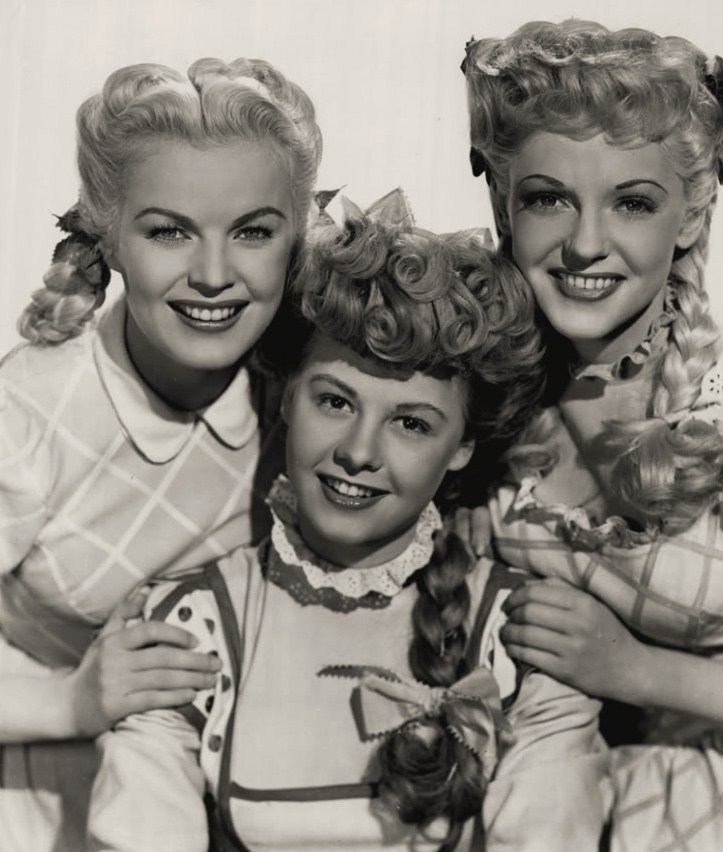
June Haver, Vera-Ellen e Vivian Blaine (1946)

Three Little Girls in Blue (br Precisa-se de Maridos
) é um filme estadunidense de 1946, do gênero comédia musical, dirigido por H. Bruce Humberstone. Tem no elenco June Haver ao lado de George Montgomery, Vivian Blaine, Celeste Holm e Vera-Ellen. O roteiro baseia-se na peça Three Blind Mice (1938) de Stephen Powys.

## Produção
As filmagens de Three Little Girls in Blue começaram no início de novembro de 1945 com John Brahm como diretor e Charles Clarke como diretor de fotografia. Victor Mature e Cesar Romero foram anunciados como o "Pam Charters", porém, George Montgomery e Frank Latimore os substituíram no elenco, e H. Bruce Humberstone e Ernest Palmer tinham sido escolhidos pelo estúdio no lugar de Brahm e Clarke. Lloyd Bacon dirigiu algumas tomadas por alguns dias, durante o início de janeiro 1946, quando Humberstone teve que se afastar das gravações devido a uma gripe. A atriz Vera-Ellen foi emprestada pela companhia de Samuel Goldwyn Productions para este filme. Celeste Holm fez sua estreia no cinema neste filmes. A canção, This Is Always, foi cortada antes do lançamento do filme, mas é ouvida como parte da pontuação instrumental.
A peça de Stephen Powys foi adaptada pela primeira vez no cinema em 1938, sob o título Three Blind Mice, dirigido por William Seiter com Loretta Young e Joel McCrea nos papéis principais. Seguida, em 1941, pela primeira versão musical, Moon Over Miami estrelado por Betty Grable e Don Ameche.

## Elenco
- June Haver ...Pam Charters
- George Montgomery ...Van Damm Smith
- Vivian Blaine ... Liz Charters
- Celeste Holm ...Miriam Harrington
- Vera-Ellen ...Myra Charters
- Frank Latimore ...Steve Harrington
- Charles Smith ...Mike Bailey (sem créditos)